# Аска (албум)
Аска је четврти студијски албум српске певачице Тее Таировић. Издат је 5. маја 2025. за T Music. Као и за његове претходнике, Балканија, Балерина и Теа, за сваку песму је направљен посебан музички спот, осим за бонус песму. За скоро све песме певачица је сама писала музику и текстове, док је аранжмане за већину песама радио Марко Глухаковић.

## Списак песама
| №  | Назив                         | Текст                       | Музика               | Трајање |  |
| 1. | Хало, овде ђаво               | Теа Таировић                | Марко Глухаковић     | 2.46    |  |
| 2. | Мајка кука                    | Теа Таировић                | Теа Таировић         | 3.00    |  |
| 3. | Çok Güzel                     | Теа Таировић                | Теа Таировић         | 2.32    |  |
| 4. | Аска                          | Теа Таировић, Павле Суботић | Константинос Галанос | 3.07    |  |
| 5. | Љубоморна                     | Теа Таировић                | Теа Таировић         | 3.24    |  |
| 6. | Циганче                       | Теа Таировић                | Теа Таировић         | 3.35    |  |
| 7. | Кер финансијер                | Теа Таировић                | Теа Таировић         | 2.52    |  |
| 8. | Да оверим                     | Теа Таировић                | Теа Таировић         | 2.07    |  |
| 9. | Видимо се никад (бонус сингл) | Теа Таировић                | Теа Таировић         | 3.09    |  |